# Томчич, Златко
Златко Томчич (хорв. Zlatko Tomčić, 10 июля 1945, Загреб, Хорватия, СФРЮ) — хорватский политический деятель, бывший председатель Хорватской крестьянской партии и спикер хорватского Сабора 5-го созыва.

## Биография
В 1995 году был избран депутатом Палаты депутатов двухпалатного тогда хорватского парламента. В течение четвёртого созыва с 2000 до 2003 года был Председателем Палаты депутатов и председателем Сабора Хорватии, а с 2 февраля по 18 февраля 2000 исполнял обязанности Президента Хорватии.
В 2005 году фракция ХКП в парламенте в составе десяти депутатов раскололась на группу поддержки Томчича и других, которые настаивали на смене руководства. На выборах руководителя партии в декабре 2005 года Томчич противостоял Йосипу Фришчичу и потерпел поражение. После проигрыша он сдал свой депутатский мандат и ушёл из политики.
По состоянию на 2011 год, Томчич — главный исполнительный директор строительной фирмы.
В пятом хорватском правительстве Никица Валентича Томчич некоторое время возглавлял министерство строительства и охраны окружающей среды.